# Propionsäureethylester
Propionsäureethylester ist eine chemische Verbindung aus der Gruppe der Carbonsäureester.

## Vorkommen
Propionsäureethylester kommt natürlich in geringer Menge in Früchten wie Kiwi und Erdbeeren vor. Es kommt ebenfalls in Wein vor.

## Gewinnung und Darstellung
Propionsäureethylester kann durch Veresterung von Ethanol mit Propionsäure oder Propionsäureanhydrid gewonnen werden.

## Eigenschaften
Propionsäureethylester ist eine flüchtige, leicht entzündbare, farblose Flüssigkeit mit fruchtigem Geruch, die wenig löslich in Wasser ist. Sie zersetzt sich bei Erhitzung, wobei Kohlendioxid, Kohlenmonoxid und Ethen entstehen können.

## Verwendung
Propionsäureethylester wird als Lösungsmittel für Celluloseether und -Ester sowie für verschiedene natürliche und synthetische Harze verwendet. Es dient auch als Aromastoff (z. B. in Fruchtsirup).

## Sicherheitshinweise
Die Dämpfe von Propionsäureethylester können mit Luft ein explosionsfähiges Gemisch (Flammpunkt 12 °C, Zündtemperatur 455 °C) bilden.